# Love's Wilderness
Love's Wilderness is een Amerikaanse dramafilm uit 1924 onder regie van Robert Z. Leonard. Destijds werd de film in Nederland uitgebracht onder de titel De banneling in de wildernis.

## Verhaal
De Fransman Paul L'Estrange neemt het Amerikaanse meisje Linda Lou Heath mee naar een hutje in de wildernis van Canada. Daar krijgt hij al vlug genoeg van haar. Hij veinst zijn dood en laat Linda aan haar lot over in de koude, Canadese winter. David Tennant, de jeugdliefde van Linda, schiet haar te hulp. Ze trouwen en hij neemt een baan aan in Malakka. Ze komt erachter dat haar eerste man ginds in de gevangenis zit.

## Rolverdeling
| Acteur             | Personage       |
| ------------------ | --------------- |
| Corinne Griffith   | Linda Lou Heath |
| Holmes Herbert     | David Tennant   |
| Ian Keith          | Paul L'Estrange |
| Maurice de Canonge | Pierre Bazin    |
| Emily Fitzroy      | Matilda Heath   |
| Anne Schaefer      | Prudence Heath  |
| Bruce Covington    | Kolonel Heath   |
| David Torrence     | Gouverneur      |
| Frank Elliott      | Van Arsdale     |
| Adolph Milar       | Kapitein Moreau |
| Jim Blackwell      | Jubilo          |
| William H. Post    | Lamaire         |